# Hans Vogel

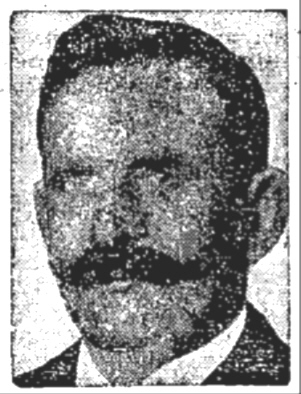
Hans Vogel.

Hans Vogel (egentligen Johann Vogel), född 16 februari 1881 i Oberartelshofen, i nuvarande kommunen Vorra, i Bayern, död 6 oktober 1945 i London, var en tysk socialdemokratisk politiker.
Vogel var 1907–11 ledamot av socialdemokratiska valföreningen i Fürth. Åren 1912–18 var han ledamot av bayerska lantdagen. Han stödde sitt partis Burgfrieden-politik och såg deltagandet i första världskriget som en patriotisk plikt. Han deltog även själv i kriget som radiooperatör.
I slutet av 1919 var Vogel ledamot av nationalförsamlingen i Weimar och intill juni 1933 ledamot av Weimarrepublikens riksdag. Åren 1931–33 var han tillsammans med Arthur Crispien ordförande för SPD.
Efter det nazistiska maktövertagandet 1933 gick Vogel i exil, först i Saarbrücken, senare i Prag och från 1938 i Paris, varunder han tillsammans med Otto Wels ledde den socialdemokratiska exilorganisationen Sopade. Efter en kortare internering flydde han i juni 1940 vidare över Sydfrankrike, Spanien, Portugal till Storbritannien. Efter Wels död 1939 var han ensam ledare för Sopade intill 1945, men hade inte möjlighet att delta i partiets återbildande efter andra världskriget.
I Fürth har Hans-Vogel-Straße uppkallats efter honom.